# Elckerlijc
Elckerlijc est une moralité écrite vers 1470 en néerlandais, et imprimée pour la première fois en 1495. Le titre complet est Den Spyeghel der Salicheyt van Elckerlijc - Hoe dat elckerlijc mensche wert ghedaecht Gode rekeninghe te doen (Le miroir du salut d'Elckerlijc - Comment chaque personne doit suivre les instructions divines). La pièce eut beaucoup de succès ; elle est à l'origine de la pièce anglaise Everyman. Elckerlijc est attribué à Pieter van Diest, un écrivain des Pays-Bas bourguignons.
La pièce reçut le premier prix au concours Rederijker à Anvers en 1485. En tant que moralité, elle met en valeur un message didactique. Elle emploie l'allégorie du héros, "monsieur tout-le-monde" (un être humain typique). Elle est rédigée dans un style Rederijker modérément élevé[réf. souhaitée], en vers utilisant des rimes plates.

## Contenu
La pièce s'ouvre sur Dieu, qui depuis les cieux, observe les êtres humains, et constate qu'ils vivent dans la débauche et se complaisent dans les biens matériels, en s'éloignant de plus en plus de lui. Il donne donc à la Mort pour tâche de visiter Elckerlijc ("monsieur tout-le-monde") et de l'envoyer en pèlerinage, voyage purgatoire. Elckerlijc obtient de la Mort de pouvoir emmener des compagnons de voyage. Ses amis, sa famille, et enfin ses possessions (tous sont des personnages allégoriques, par exemple, ses amis sont réunis sous un même personnage Gheselscap) refusent de l'invitation. La Vertu, elle, est trop faible pour l'accompagner, du fait qu'Elckerlijc l'a trop négligée. Mais la Vertu lui présente sa sœur, le Repentir, qui emmène Elckerlijc voir la Confession. Une fois confessé, Elckerlijc est prêt à partir et appelle ses Cinq Sens, sa Sagesse, sa Force et sa Beauté pour venir avec lui. Avant de partir, il écrit son testament et reçoit la Communion et l'Extrême-onction. Une fois venu le moment d'entrer dans sa tombe, ses Cinq Sens, sa Sagesse, sa Force et sa Beauté l'abandonnent, seule reste la Vertu, qui l'annonce auprès de Dieu. Un ange vient emporter Elckerlijc, qui se voit ouvrir les portes du paradis car il s'est repenti de ses pêchés. La pièce se termine sur une morale, exprimée dans un style rappelant une prière.
Nu laet ons bidden onghelet,

Dat dit Elck mensche moet vesten,

Dat wi voer Gode suver comen ten lesten.

Des gonne ons die hemelsche Vader.

`Amen' segghet alle gader.
Ce qui pourrait être traduit par Prions pour que cette pièce puisse encourager chaque homme dans sa lutte contre le pêché afin de tous apparaître purs devant Dieu.

## Contexte
Bien qu'Elckerlijc soit censé représenter tout homme, d'après Herman Pleij il incarnerait surtout la fiure du riche marchand.

« De hoofdfiguur is zogenaamd iedereen, maar verwijst vooral naar rijk geworden kooplieden in de kracht van hun leven. »

Ce qui pourrait être traduit par Le personnage principal est soi-disant tout le monde, mais renvoie principalement aux marchands devenus riches, dans la fleur de l'âge. En effet, au Moyen Âge, la Flandre connaît une économie florissante, notamment les villes de Gand et de Bruges où les guildes marchandes tiennent une place prépondérante. D'ailleurs, Dieu reproche majoritairement aux hommes leur attachement aux biens matériels. Un des péchés d'Elckerlijc est qu'il n'a pas donné un sou aux pauvres, geste qui, à l'époque, était considéré comme un investissement en vue du paradis. Mourir subitement et devoir rendre compte de ses actes devant Dieu était une peur fréquente au XVe siècle.
On sent également  de reproche contre l'Église catholique, qui éclateront en 1517 avec les 95 thèses de Luther. Les prêtres avaient alors tendance à vivre dans le luxe, s'éloignant parfois des règles morales qui auraient dû convenir à leur position. Cependant, Elckerlijc est loin de porter le germe de la Réforme comme le fait l'Eloge de la folie d'Érasme. Au contraire, cette moralité défend l'Église, en conditionnant l'entrée d'Elckerlijc à une série de sacrements, tels que la confession et l'Extrême-onction. Si la conduite immorale des prêtres y est une fois abordée, il est tout de suite après encouragé à les honorer et à suivre leurs recommandations.
Daer om: laet ons die priester eeren

Ende volghen altijt haer leeren,

Wi zijn haer scapen ende si ons herden,

Daer wi alle in behoet werden
Ce qui pourrait être traduit par C'est pour ça que nous devons honorer les prêtres et toujours suivre ce qu'ils nous apprennent. Nous sommes leurs moutons et ils sont nos bergers, chez qui nous trouverons tous protection.
L'importance des sept sacrements est également plusieurs fois abordée, notamment par la Sagesse et les Cinq Sens.

## Traductions
- Everyman, en anglais (XVIe siècle).
- Hecastus, adaptation en latin (1536) par Macropedius.
- Jedermann, adaptation par Hugo von Hofmannsthal (1911)